# Patrick Abada
Patrick Abada (* 20. März 1954 in Colombes) ist ein ehemaliger französischer Stabhochspringer.
1973 wurde er Sechster bei den Halleneuropameisterschaften in Rotterdam und 1974 Neunter bei den Europameisterschaften in Rom.
Bei den Olympischen Spielen 1976 in Montreal kam er auf den vierten Platz, und bei den Europameisterschaften 1978 in Prag wurde er erneut Neunter.
1979 wurde er französischer Hallenmeister. Im selben Jahr belegte er den zweiten Platz beim Weltcup und gewann Bronze bei der Universiade. Ebenfalls Bronze gab es für ihn bei den Halleneuropameisterschaften 1980 in Sindelfingen und 1983 in Budapest.
Einem sechsten Platz bei den Weltmeisterschaften 1983 in Helsinki folgte kurz danach Gold bei den Mittelmeerspielen. Bei den Hallenweltspielen 1985 in Paris wurde er Vierter.

## Persönliche Bestleistungen
- Stabhochsprung: 5,70 m, 26. August 1983, Brüssel
  - Halle: 5,60 m, 9. März 1983, Mailand